# Aïn Fares (M'Sila)
Aïn Fares (în arabă عين فارس) este o comună din provincia M'Sila, Algeria.
Populația comunei este de 3.184 de locuitori (2008).